# Uta Schedler
Uta Schedler (* 24. Januar 1956 in Oberammergau) ist eine deutsche Kunsthistorikerin.

## Leben
Sie kam als drittes Kind des Holzbildhauers Thomas Schedler und seiner Frau Annemarie (geborene Mahl) zur Welt. Nach dem Abitur am Gymnasium von Murnau am Staffelsee im Jahr 1975 studierte sie ab 1976 Kunstgeschichte, Theaterwissenschaft und Deutsche und vergleichende Volkskunde an den Universitäten von Wien, Innsbruck und München. Während der Semesterferien absolvierte sie von 1975 bis 1980 zudem ein Praktikum in einer Oberammergauer Holzschnitzerwerkstatt. 1983 wurde sie bei Hermann Bauer mit einer Arbeit zu den Schönbrunner und Nymphenburger Gartenstatuen unter dem Aspekt der Nachahmung antikischer Stichvorlagen promoviert.
Von 1983 bis 1985 war sie Mitarbeiterin im DFG-Projekt zur Erarbeitung des Lexikons der Wessobrunner Künstler und Handwerker. Am Institut für Kunstgeschichte der Universität München war Schedler von 1985 bis 1996, zuletzt als Oberassistentin, angestellt. 1992 wurde ihre Habilitationsschrift zur Architektur der Frührenaissance in Florenz angenommen. Nach Lehrstuhlvertretungen an der Friedrich-Alexander-Universität Erlangen-Nürnberg und Universität Passau war sie von 1996 bis 2019 Professorin für Neuere und Mittlere Kunstgeschichte an der Universität Osnabrück.
Ihr Forschungsschwerpunkt liegt neben der Skulptur von Barock und Rokoko auf der Architekturtheorie der Italienischen Renaissance, namentlich derjenigen Filippo Brunelleschis (1377–1446).

## Monographien
- Filippo Brunelleschi (1377–1446). Synthese von Antike und Mittelalter in der Renaissance (= Studien zur internationalen Architektur- und Kunstgeschichte 30). Michael Imhof Verlag, Petersberg 2004, ISBN 3-937251-85-5[3]
- mit Hugo Schnell (Hrsg.): Lexikon der Wessobrunner Künstler und Handwerker. Verlag Schnell und Steiner, München und Zürich 1988. ISBN 3-7954-0222-0
- Die Statuenzyklen in den Schloßgärten von Schönbrunn und Nymphenburg. Antikenrezeption nach Stichvorlagen (= Studien zur Kunstgeschichte 27). Olms, Hildesheim 1985, ISBN 3-487-07694-2 (= Dissertation)
- Roman Anton Boos (1733–1810). Bildhauer zwischen Rokoko und Klassizismus. Verlag Schnell und Steiner, München und Zürich 1985, ISBN 3-7954-0370-7

## Aufsätze (Auswahl)
- Brunelleschis Domkuppel. Pythagoras und Fibonacci. In: Architectura 35/2 (2005), S. 148–167.
- Die Wessobrunner Künstler. In: 1250 Jahre Wessobrunn. Gemeinde Wessobrunn (Hrsg.). Kunstverlag Josef Fink, Lindenberg, S. 161–177. ISBN 978-3-89870-128-0
- 6.3.4. Das barocke Herrscherdenkmal. In: Kunsthistorische Arbeitsblätter. KAb. 11 (2002), S. 51–58.
- Antike aus erster Hand. Zu Clemens Lippers Zeichnungen antiker Bauwerke. In: Antike neu entdeckt. Aspekte der Antike-Rezeption im 18. Jahrhundert unter besonderer Berücksichtigung der Osnabrücker Region. Kolloquium Osnabrück, 16.–18. Februar 2000 (= Osnabrücker Forschungen zu Altertum und Antike-Rezeption 4). Rainer Wiegels und Winfried Woesler (Hrsg.). Bibliopolis, Möhnesee 2002, S. 297–315. ISBN 3-933925-12-6
- Giovanni di Bicci, Filippo Brunelleschi und der Bau von S. Lorenzo in Florenz. In: Münchner Jahrbuch der bildenden Kunst 44/3 (1993), S. 47–71.
- 6.3.5. Skulptur zur Zeit des Rokoko. In: Kunsthistorische Arbeitsblätter. KAb. 10 (2000), S. 31–40.